# گمینا ونکا اوپاتووسکا
گمینا ونکا اوپاتووسکا (به لهستانی:  Gmina Łęka Opatowska) یک گمینا در لهستان است که در شهرستان کنپنو واقع شده‌است. گمینا ونکا اوپاتووسکا ۷۷٫۵۴ کیلومتر مربع مساحت و ۵٬۲۱۹ نفر جمعیت دارد.